# Éditions Lapin
Pour les articles homonymes, voir Lapin (homonymie).
 (février 2020).
Lapin Éditions, ou Éditions Lapin, est un éditeur de webcomics et de bandes dessinées, basé à Villeurbanne et fondé en 2005 par Phiip, lui aussi auteur chez Lapin.

## Description
Les Éditions Lapin ont été créées en novembre 2005 pour éditer les publications du portail lapin.
Elles se spécialisent initialement dans l'humour absurde, trash ainsi que les récits engagés.
La société compte, en 2020, « une petite dizaine de personnes ».

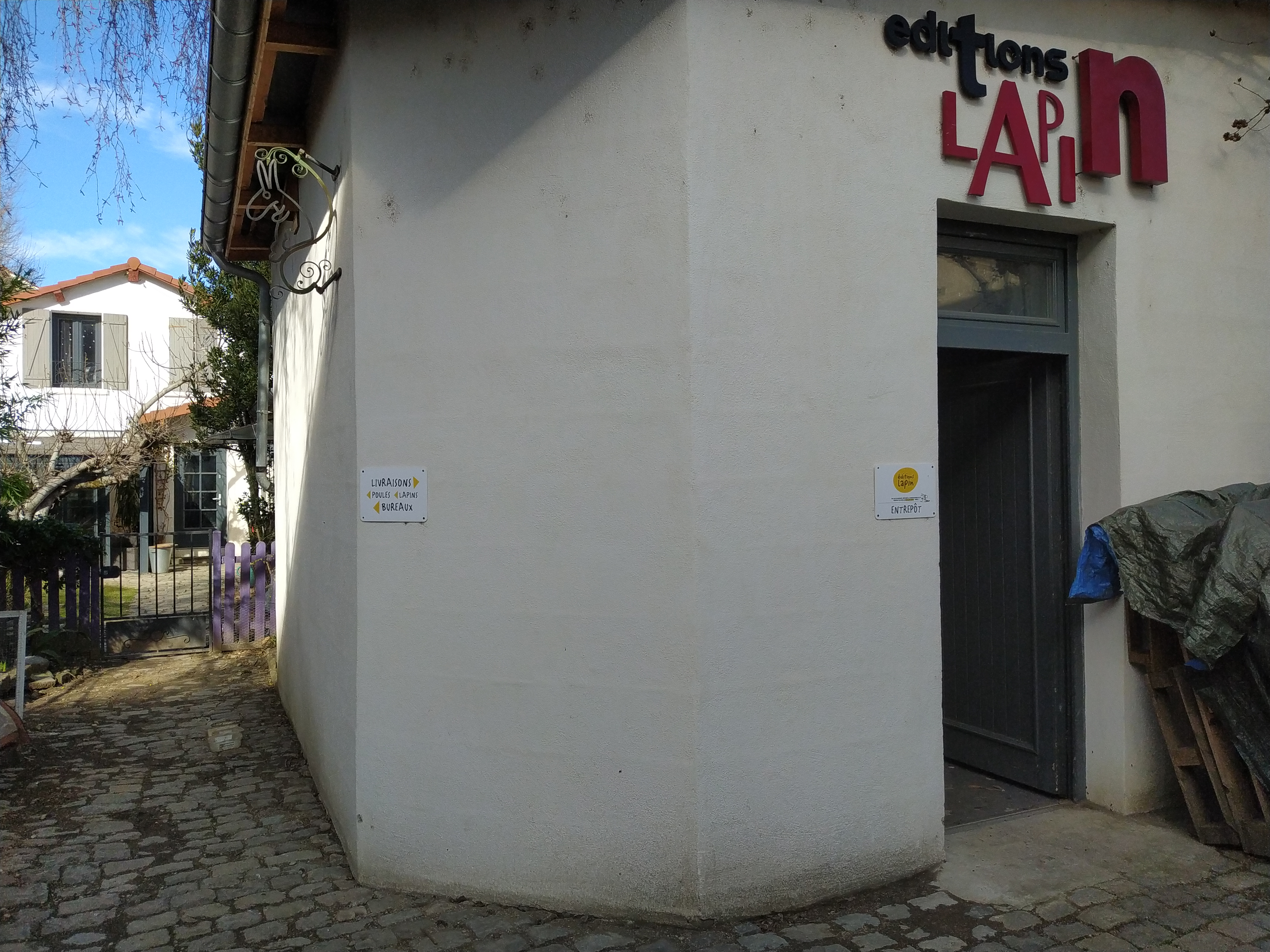
Vue des bureaux des éditions Lapin à Villeurbanne

Le portail lapin publie des webcomics anglais traduits en français comme Elftor ou Plus fort que le fromage de Desmond, Les Céréales du dimanche matin de Zach Weiner. Leur catalogue inclut les travaux de Geoffroy Monde, Gad, Paka, Shyle Zalewski, Sandrine Deloffre, Marc Dubuisson, Tim, Cy, Camille Blandin pour les publications françaises, et aussi Joshua Barkman et Nicholas Gurewitch côté auteurs anglophones traduits.
Les publications lapin étaient au départ diffusées principalement par Internet sur le site de l'éditeur. Elles sont en 2021 imprimées, diffusées et distribuées en librairie par Makassar diffusion.
En 2021, les Éditions Lapin rachètent le catalogue des éditions WARUM? / Vraoum! et continuent de les développer leurs catalogues sous les labels d'origine, dédiés respectivement aux ouvrages esthétiques et à l'humour décalé.

## Publications notables
Parmi les succès éditoriaux des éditions lapin on peut noter :
- Les cartes de désavœux de Garage Deloffre[4]
- Ab Absurdo de Marc Dubuisson[5]
- Le vrai sexe de la vraie vie de Cy[6]

## Censure par Amazon
En 2016, l'album Le vrai sexe de la vraie vie, par Cy, est censuré par Amazon Kindle, qui considèrent que l'ouvrage « contient des éléments pornographiques ».